# Konflikt wieków
Konflikt wieków – najsłynniejsza seria książek autorstwa Ellen G. White obejmująca pozycje dotyczące całej historii zbawienia. W skład serii wchodzą:
- Patriarchowie i prorocy – wydano po raz pierwszy w 1890 r.

Tom obejmujący czas od upadku Lucyfera do Króla Dawida
- Prorocy i królowie – wydano po raz pierwszy w 1917 r.

Obejmuje okres od Króla Salomona do końca Starego Testamentu
- Życie Jezusa – wydano po raz pierwszy w 1898 r.

Biografia Chrystusa
- Działalność apostołów – wydano po raz pierwszy w 1911 r.

Dzieje pierwszego Kościoła chrześcijańskiego do Objawienia św. Jana na wyspie Patmos
- Wielki bój – wydano po raz pierwszy w 1888 r.

Obejmuje okres od zburzenia Świątyni Jerozolimskiej aż do zaprowadzenia Królestwa Bożego

## Historia powstania
Pierwsza książka autorki dotycząca chrześcijańskiej historiozofii została wydana w 1858 r. jako Wielki Bój pomiędzy Chrystusem i Jego aniołami a szatanem i jego aniołami. Było to dzieło obejmujące całą historię zbawienia w jednym tomie. Począwszy od 1882 r. dzieło to ukazuje się jako druga część pozycji pt. Wczesne pisma, wydanej w języku polskim po raz pierwszy w 1934 r.
Książki serii Konflikt wieków powstały z rozszerzenia wcześniejszej serii pt. Wielki bój. Obejmowała ona większość wydarzeń wielkiego boju, czyli dziejów zbawienia w czterech tomach serii:
- Wielki Bój pomiędzy Chrystusem i Jego aniołami a szatanem i jego aniołami traktuje o historii wielkiego boju od upadku Lucyfera do czasów Salomona. Wydany w 1870 r.

- Wielki Bój pomiędzy Chrystusem a szatanem: Życie, nauczanie i cuda Pana naszego Jezusa Chrystusa opisuje życie Jezusa Chrystusa od jego narodzin do wjazdu do Jerozolimy. Wydany w 1877 r.

- Wielki Bój pomiędzy Chrystusem a szatanem: Śmierć, zmartwychwstanie i wniebowstąpienie Pana naszego Jezusa Chrystusa jest prezentacją wydarzeń życia Jezusa od jego wjazdu do Jerozolimy, aż do wniebowstąpienia. Dotyczy także historii pierwszego Kościoła. Wydany w 1878 r.

- Wielki Bój pomiędzy Chrystusem a szatanem: Od zniszczenia Jerozolimy do końca boju to tom poświęcony odstępstwu w chrześcijaństwie, reformacji, sądowi śledczemu i ostatnim wydarzeniom wielkiego boju. Po raz pierwszy ukazał się w 1884 r. W języku polskim został wydany przez wydawnictwo „Testimonex” (Adwentyści Dnia Siódmego – Trzecia Część).

W nowej, znacznie poszerzonej serii pt. Konflikt wieków, tytuł Wielki bój zachował się jedynie dla ostatniego tomu.